# Ека Чавлеїшвілі
Катерина «Ека» Чавлеїшвілі (груз. ეკატერინე ჩავლეიშვილი; нар. 3 жовтня 1970, Батумі, Грузинська РСР) — грузинська акторка театру та кіно. Виконала головну роль у фільмі «Дрізд, дрізд, ожина» 2023 року, за яку отримала «Серце Сараєва» найкращій акторці та номінована на Європейський кіноприз найкращій акторці.

## Біографія
Народилася 23 жовтня 1970 року.
1994 року закінчила Тбіліський театральний інститут імені Шота Руставелі. Її вчителем був Андро Енукідзе.
З 1995 року — акторка Батумського драматичного театру. Брала участь у багатьох виставах й отримала премію Театрального товариства Аджарії за найкращу жіночу роль за роль у виставі «Нугзар і Мефістофель».
Знялася у фільмах «Парад» («აღლუმი», 2018) Ніно Жванія, «Смерть Отара» («ოთარის სიკვდილი», 2021) Іосеба Бліадзе, який отримав приз критиків Європи та Середземномор'я Fedeora на кінофестивалі у Карлових Варах. Знялася у фільмі «Мокрий пісок» (სველი ქვიშა, 2021) Елене Наверіані, прем'єра якого відбулася на кінофестивалі в Локарно. Зіграла мати головної героїні (Такі Мумладзе) у фільмі «Власна кімната» (ჩემი ოთახი, 2022) Сосо Бліадзе, показаний у Карлових Варах.
Знялася у третьому сезоні серіалу «Штучне дихання», що вийшов 2023 року.
Виконала головну роль у фільмі «Дрізд, дрізд, ожина» (შაშვი, შაშვი, მაყვალი, 2023) Елене Наверіані — екранізації роману Тамти Мелашвілі, який отримав Премію «Саба» за найкращий роман 2021 року. У серпні фільм отримав «Серце Сараєва» за найкращий художній фільм на Сараєвському кінофестивалі. За роль Чавлеїшвілі отримала «Серце Сараєва» найкращій акторці і номінована на Європейський кіноприз найкращій акторці. У листопаді нагороджена за найкраще виконання на кінофестивалі в Белфасті, на 33-му фестивалі східноєвропейського кіно в Котбусе, а також відзначена на Хіхонському міжнародному кінофестивалі 2023 року.